# Верхня Ігра
Верхня Ігра́ (Нова Ігра, рос. Верхняя Игра) — село в Граховському районі Удмуртії, Росія.

## Населення
Населення — 364 особи (2010; 375 у 2002).
Національний склад станом на 2002 рік:
- удмурти — 91 %

## Господарство
В селі діють середня школа, садочок, будинок культури та фельдшерсько-акушерський пункт; працюють СПК «Родина» та племінний завод з розведення великої рогатої худоби.

## Історія
Вперше село згадується як Нова Ігра в Ландратському переписі 1716 року серед населених пунктів сотні Токбулата Рисова Арської дороги Казанського повіту. За даними 10-ї ревізії 1859 року в селі було 38 дворів та проживало 320 осіб. Тоді в селі містилось сільське управління. 1862 року було отримано дозвіл на будівництво церкви, яку завершили 1864 року. 18 жовтня вона була освячена в ім'я Святих Петра й Павла. До 1921 року село входило до складу Граховської волості Єлабузького повіту, потім — Можгинського повіту. З 1924 року село є центром сільської ради. Указом Верховної ради Удмуртської АРСР від 29 травня 1939 року у селі була закрита церква.

## Вулиці[3]
- вулиці — 1-а Зарічна, 2-а Зарічна, 10-ї П'ятирічкки, Майорова, Родинська
- провулки — Хутірський